# (10867) Lima
(10867) Lima (1996 NX4) – planetoida z pasa głównego asteroid okrążająca Słońce w ciągu 4,32 lat w średniej odległości 2,65 j.a. Odkryta 14 lipca 1996 roku.